# Andúnië
Andúnië est un port du légendaire de l'écrivain britannique J. R. R. Tolkien, apparaissant notamment dans son roman Le Silmarillion.
Andúnië signifie « coucher de Soleil » en quenya. C'est le plus grand port de l'île de Númenor, situé à l'ouest du royaume, en Andustar. C'est aussi la plus ancienne des principales villes du royaume de Númenor.
Les Seigneurs d'Andúnië furent toujours des conseillers proches du roi de Númenor et leur peuple était fidèle aux coutumes de leur pays.
Quand les luttes internes se répandirent au sein même de Númenor, les gens d'Andúnië se trouvèrent divisés entre les partisans du Roi et les hommes restés fidèles aux Eldar. Sans réellement prendre parti, ils tentèrent de raisonner le souverain, sans succès.